# Josep Egea Borrell
Josep Egea i Borrell (Sabadell, 1953) és un activista cultural i empresarial català.
En l'àmbit de la cultura popular i tradicional catalana, ha participat en la creació i en el creixement de l'Esbart Sabadell Dansaire i de la Federació Sabadell Cultura, entitats que ha presidit. Va liderar la comissió de treball que va culminar amb la creació el 1998 del ball de la bola, que, des d'aleshores, es balla a Sabadell el diumenge de festa major a la tarda a la plaça de Sant Roc, i que ha esdevingut un símbol de la ciutat.
Graduat Tècnic Tributari i Comptable per la Universitat de Barcelona, en l’àmbit empresarial, la seva trajectòria destaca per haver promogut i impulsat diversos projectes empresarials i per haver participat en associacions professionals diverses; entre les quals, l'Associació Catalana de Teixidors Auxiliars (ACTA), de la qual ha estat secretari general.